# Cardons à la moelle

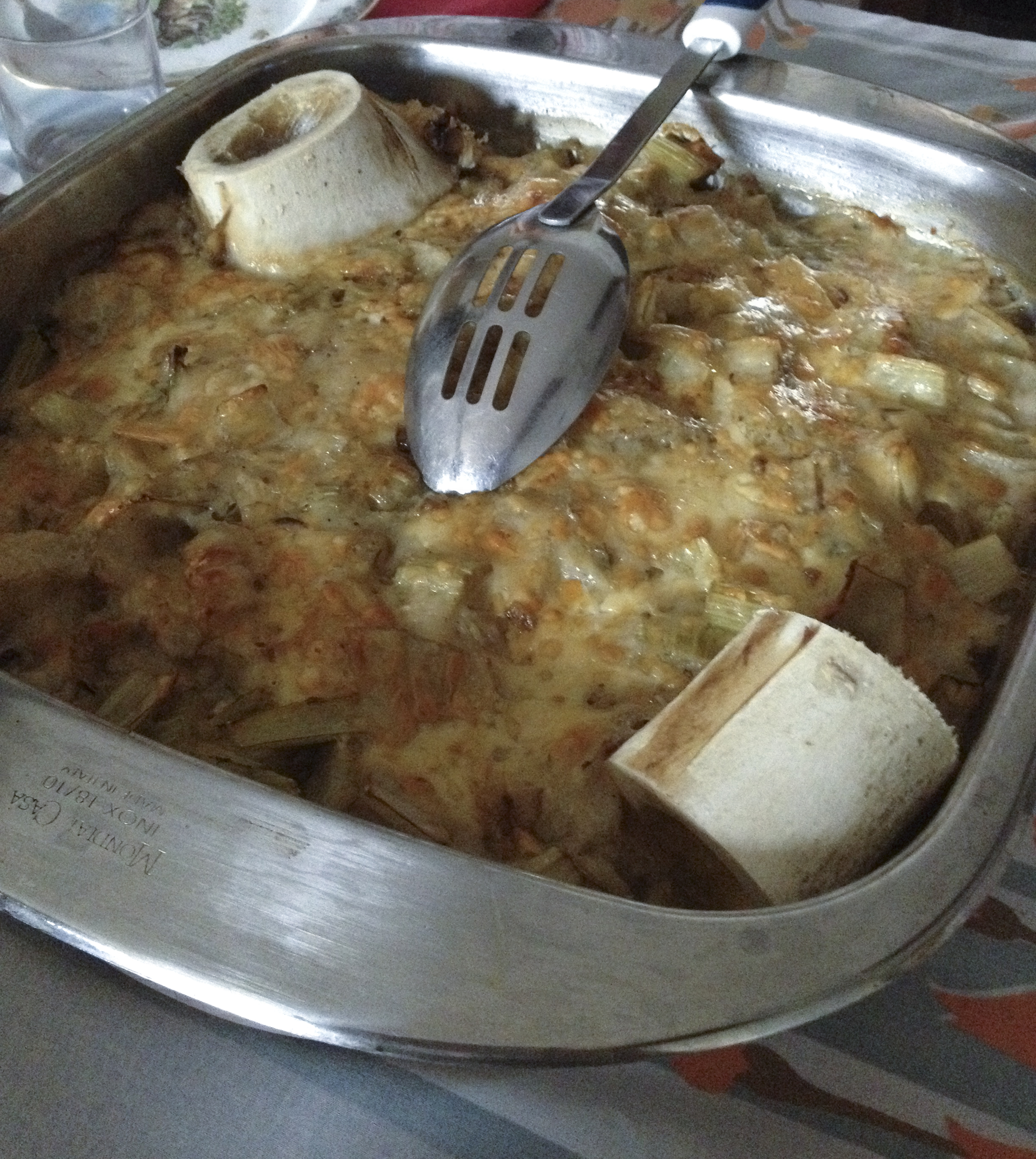
Plat de cardons à la moelle.

Les cardons à la moelle sont une spécialité culinaire de la région lyonnaise à base de cardons et d'os à moelle. 

## Recettes
Les côtes de cardons doivent d'abord être débarrassées de leurs fibres, puis coupées en carrés, le tout sera ensuite plongé une trentaine de minutes dans de l’eau bouillante jusqu'à obtention d'une texture tendre. Une fois cuits, les cardons doivent mijoter avec du fond de veau pendant un quart d'heure. Le tout est enfin déposé dans un plat beurré, surmonté de la moelle pochée, gratiné au four.
Les cardons à la moelle sont à la carte de nombreux bouchons lyonnais.